# William Bentinck (5e duc de Portland)
Pour les articles homonymes, voir William Bentinck.
William John Cavendish-Scott-Bentinck, 5e duc de Portland (17 septembre 1800 - 6 décembre 1879), appelé marquis de Titchfield entre 1824 et 1854, est un pair et officier de l'armée britannique, dont on se souvient surtout pour son comportement excentrique. Reclus, il préfère vivre dans l'isolement, et fait creuser un labyrinthe souterrain élaboré sous son domaine à l'abbaye de Welbeck près de Clumber Park dans le North Nottinghamshire.

## Biographie
Il est né à Londres, deuxième fils de William Bentinck, 4e duc de Portland, et de sa femme Henrietta, fille du général John Scott. Il est baptisé à l'église St George, Hanover Square, le 30 septembre. L'un des neuf enfants, il est connu sous son deuxième prénom, John, car tous les membres masculins de la famille s'appellent William. Il est le frère de Charlotte Denison, future épouse d'Evelyn Denison, 1er vicomte Ossington.
Cavendish-Scott-Bentinck fait ses études à la maison plutôt qu'à l'école. Connu sous le nom de Lord John Bentinck, il sert dans l'armée à partir de 1818, entrant comme enseigne dans les Foot Guards puis transféré au 7th Light Dragoon Guards en 1821, où il devient capitaine, puis 2nd Life Guards en 1823. Il aurait souffert de léthargie en raison de sa "santé délicate".
En 1824, il devient marquis de Titchfield à la suite du décès de son frère aîné William Henry, et est élu député conservateur pour succéder à son frère à King's Lynn, siège traditionnellement détenu par un membre de sa famille.
Il reste député jusqu'en 1826, date à laquelle il laisse son siège pour des raisons de santé à son oncle William Bentinck.
De 1824 à 1834, il occupe également le grade de capitaine dans les Royal West India Rangers, en demi-solde, une sinécure, puisque ce régiment a été dissous en 1819.
Après avoir quitté l'armée, il passe quelque temps en Europe continentale, sa santé étant parfois mauvaise. Ses maux comprenaient une perte de mémoire à court terme et une sciatique.
Le 27 mars 1854, il succède à son père en tant que 5e duc de Portland. Bien que le titre lui ait également donné un siège à la Chambre des lords, il lui faut trois ans pour prendre son siège, ne prêtant serment que le 5 juin 1857. Il montre peu d'intérêt à la politique, bien qu'il ait soutenu les Whigs et Robert Peel. De 1859 jusqu'à sa mort, il est également Lord Lieutenant adjoint du Nottinghamshire.

## Abbaye de Welbeck
Les grandes opérations de construction et les développements du duc dans son domaine de l'abbaye de Welbeck, dans lesquels il prend une part active, ont fortement séduit l'imagination populaire. Ils coûtaient une somme d'argent énorme et employaient des milliers d'hommes de la région, qualifiés et non qualifiés. Bien qu'il y ait parfois des conflits de travail sur les salaires et les heures, le duc était en très bons termes avec ses nombreux employés et a gagné le surnom "l'ami de l'ouvrier".
Le père du duc, croyant qu'il y aurait pénurie de chênes, fit planter des centaines d'arbres. Son fils utilise le bois pour construire un complexe de salles souterraines et de tunnels. Les tunnels sous le domaine sont réputés totaliser 24 km, reliant diverses chambres souterraines et des bâtiments hors sol. Ils comprenaient un long tunnel entre la maison et le manège, assez large pour que plusieurs personnes puissent marcher côte à côte. Un tunnel plus grossièrement construit courait parallèlement à celui-ci pour l'usage de ses ouvriers. Un long tunnel s'étendait au nord-est de la remise, pour déboucher au sud de la loge, qui était censée être assez large pour deux voitures. Il avait des lucarnes en forme de dôme (facilement visibles à la surface) et la nuit était éclairée par des lampes à gaz.

## Excentricité
Le duc est très introverti et bien connu pour son excentricité ; il ne voulait rencontrer personne et n'a jamais invité personne chez lui. Il emploie des centaines de personnes dans le cadre de ses divers projets de construction et, bien que bien payés, les employés ne sont pas autorisés à lui parler ni à le reconnaître. Le seul ouvrier qui a levé son chapeau au duc a été rapidement licencié. Les locataires de ses propriétés sont au courant de ses souhaits et savent qu'ils doivent l'ignorer s'ils passent par là. Ses appartements avaient des boîtes aux lettres doubles, une pour le courrier entrant et une autre pour le courrier sortant. Seul son valet de chambre est autorisé à le voir en personne dans son logement ; il ne laisse même pas entrer le médecin, tandis que ses locataires et ses ouvriers reçoivent toutes leurs instructions par écrit.
Ses affaires avec ses avocats, ses agents et les personnalités politiques sont traitées par la poste. Le duc entretient une correspondance étendue avec un vaste réseau de famille et d'amis, dont Benjamin Disraeli et Lord Palmerston. Il n'est pas connu pour avoir tenu compagnie à des dames et sa timidité et sa personnalité introvertie augmentent avec le temps. Son style de vie reclus conduit à des rumeurs selon lesquelles le duc est défiguré, fou ou sujet à des orgies sauvages, mais des témoins contemporains et des photographies survivantes le présentent comme un homme d'apparence normale.
Il s'aventure à l'extérieur surtout la nuit, lorsqu'il est précédé d'une servante portant une lanterne devant lui. S'il sort le jour, le duc porte deux pardessus, un chapeau extrêmement haut, un col extrêmement haut et un très grand parapluie derrière lequel il tente de se cacher si quelqu'un s'adresse à lui.
Si le duc avait des affaires à Londres, il emmenait sa voiture à Worksop où il la fait charger sur un wagon de chemin de fer. À son arrivée à sa résidence londonienne, Harcourt House à Cavendish Square, tout le personnel de maison reçoit l'ordre de rester hors de vue alors qu'il se précipite dans son bureau par le hall d'entrée.
Il insistait pour qu'un poulet rôtisse à toute heure de la journée et les serviteurs lui apportaient sa nourriture dans des charriots chauffés qui roulaient sur des rails à travers les tunnels.

## Enfants
Il existe des preuves pour croire que le duc a une fille, Fanny (plus tard Fanny Lawson; 1855–1917), et peut-être deux fils, William (vers 1852–1870) et Joseph, tous illégitimes. Fanny a deux fils, George et Bertram Lawson, qui servent tous deux  dans l'armée pendant la Première Guerre mondiale, et ont de nombreux descendants vivant aujourd'hui. Le duc a eu de nombreuses relations intimes et discrètes au cours de sa vie, et sa famille a appris qu'en raison d'un accident dans sa jeunesse, il serait probablement incapable d'avoir des enfants. Ce diagnostic était incorrect; une opinion médicale moderne considère l'infertilité "peu probable" à la suite de cet accident.

### Décès
Le duc meurt le 6 décembre 1879 dans sa résidence londonienne, Harcourt House. Il est enterré dans une tombe simple dans un grand terrain au cimetière de Kensal Green près de la chapelle anglicane. Comme son frère cadet, Henry William, est mort sans descendance masculine le 31 décembre 1870, le titre de duc de Portland est dévolu à son cousin, William Cavendish-Bentinck.
Le département des manuscrits et des collections spéciales de l'Université de Nottingham détient un certain nombre d'articles relatifs au 5e duc: les papiers personnels et politiques du 5e duc (Pw K) font partie de la collection Portland (Welbeck); et la Portland (Londres) Collection (Pl) contient des documents relatifs aux affaires immobilières du 5e duc et à l '« affaire Druce ». La Harley Gallery présente des expositions de la collection Portland, dans le musée situé sur le site converti de l'usine à gaz du Cinquième Duc.